# Agibank
O Agibank é um banco híbrido brasileiro que foi fundado em 1999 por Marciano Testa como um correspondente bancário chamado Agiplan, em Caxias do Sul (RS). A instituição busca democratizar o acesso a serviços financeiros, tendo como público-alvo a população com acesso limitado à tecnologia e pouco domínio no ambiente digital.

## História
Em 2013, apresenta um pedido de autorização ao Banco Central para operar como banco e oferecer conta-corrente. No mesmo ano fecha parceria com a bandeira MasterCard e passa a oferecer cartões de crédito próprios para seus clientes.
Em 2016, adquiriu o Banco Gerador, que tinha sede na cidade do Recife, passando a se chamar Banco Agiplan. No final do mesmo ano, anuncia o lançamento da conta-corrente digital e de um novo meio de pagamento via código QR chamado Agipay.
Em 2018, o Banco Agiplan se torna um banco completamente digital, sendo renomeado para Agibank e passando a emitir cartões múltiplos sob a nova marca da instituição.
No ano de 2020, fechou um aporte de R$ 420 milhões com a Vinci Partners e, com isso, a gestora de fundos de private equity se tornou sócia minoritária.
Em 2021, a instituição mudou sua sede administrativa para Campinas, no estado de São Paulo. 
Em dezembro de 2021, após ter o seu maior crescimento histórico, a instituição reforçou sua governança e anunciou a passagem de Marciano Testa - que continua sendo o acionista controlador - para a posição de Presidente Executivo do Conselho de Administração e, Glauber Correa - sócio e até então diretor de Negócios do Agibank - assumiu como CEO em janeiro de 2022.
Em 2022, o Agibank realizou duas captações em debêntures securitizadas que totalizaram R$ 2,5 bilhões. As operações contaram com rating nacional de longo prazo ‘AAAsf(bra)’, com perspectiva estável, emitido pela Fitch Ratings Brasil e consistiram na securitização de recebíveis performados originados por meio de operações de crédito consignados emitidos pelo Agi.
 

No mês de outubro de 2022, a instituição foi considerada uma das 250 fintechs mais promissoras do mundo, segundo a CB Insights.